# Hit the Road
Hit the Road was een muziekprogramma van 2009 tot 2010 op de Vlaamse tv-zender VTM. Het was de opvolger van Tien Om Te Zien en werd gepresenteerd door Udo Mechels.
De eerste aflevering startte op woensdag 1 juli 2009. Op 3 februari 2010 werd beslist om "Hit The Road" na één seizoen op te doeken. De opkomst van de shows waren wel goed, maar het programma werd niet goed bekeken. Volgens HLN was het programma een flop.

## Concept
Hit the Road trok iedere week langs een andere stad. Hierbij brengen ze uiteraard optredens, maar besteedde men ook aandacht aan de laatste nieuwtjes uit de muziekwereld. Daarnaast was er ook plaats voor uitgebreide interviews met de artiesten en een goed gesprek met enkele vervlogen sterren. Men had twee rubrieken:
- De zomer van ... (jaar)
- De platen kast van ... (een BV)

## Kijkcijfers
Op 1 juli 2009 nam Hit the Road een niet zo'n denderende start. De eerste aflevering haalde 311.198 kijkers, wat overeenkwam met een marktaandeel van 23,10%. Tien Om Te Zien haalde een jaar eerder nog rond de 600.000 kijkers. Ook de kijkcijfers van de opeenvolgende afleveringen waren in dezelfde lage trend.
De derde aflevering haalde nog 266.595 kijkers (17%), de vierde aflevering haalde een status-quo van 268.748 kijkers (15%). De zesde aflevering haalde nog 197.000 kijkers.
De zevende aflevering haalde met 324.601 kijkers (18,7%) een forse stijging. De achtste aflevering strandde op 207.500 kijkers. De laatste aflevering haalde 299.000 kijkers.
De lage kijkcijfers zorgen voor het definitieve einde.

## Steden
- Geraardsbergen
- Sint-Truiden
- Blankenberge
- Sint-Niklaas
- Lommel
- Vilvoorde
- Tielt
- Willebroek
- Maaseik

## Optredens

### Aflevering 1 (Geraardsbergen)
Optredens van:
- Dean
- Lasgo
- Daniel Bovie & Roy Rox ft. Nelson
- Tatyana Storm
- Jameerah!
- Kathleen
- Kate Ryan
- Esmée Denters (gaf verstek)
- Christoff
- Niels Destadsbader
- Stan Van Samang

### Aflevering 2 (Sint-Truiden)
Optredens van:
- Katerine
- Laura Lynn
- Tom Helsen
- Dana Winner
- Annagrace
- Tom Dice
- Leki
- Metro Station
- Axl Peleman
- Sylver

### Aflevering 3 (Blankenberge)
Optredens van:
- JackoBond
- Jay J
- Niels Destadsbader
- Amika
- Ellektra
- Dirk (zanger)
- Lindsay
- Mama's Jasje
- Willy Sommers
- Sue Price & Path Krimson
- Kayden

### Aflevering 4 (Sint-Niklaas)
Optredens van:
- Sylver
- The Ditch
- Yevgueni
- Jo Vally
- Kathleen
- Robert Abigail
- Voice Male
- VanVelzen
- AnnaGrace
- Allright (formatie van de Junior Eurosong artiesten Chloé, Mona, Didier en ook Joni)
- Leki

### Aflevering 5 (Lommel)
Optreden van:
- Alexander Rybak
- Jo Hens
- Mega Mindy
- Christoff
- Venus & Flames
- Eva de Roovere ft Diggy Dex
- Kate Ryan
- Milk Inc.
- Helmut Fritz
- Daniel Bovie ft Nelson
- Brahim (live)

### Aflevering 6 (Vilvoorde)
Optredens van:
- Hadise
- Ellektra
- September
- Tom Dice
- Mira
- Nick & Simon
- Milk Inc.
- Guillaume Devos
- Get Ready
- Eric & Sanne
- Kathleen

### Aflevering 7 (Tielt)
Optredens van:
- Free Souffriau
- Laura Lynn
- Dean
- Lasgo
- Amika
- Paradiso
- Cascada
- Matthieu & Guillaume
- VanVelzen
- Jameerah
- DJ Rebel & Des'Ray

### Aflevering 8 (Willebroek)
Optredens van:
- Lindsay
- Niels Destadsbader
- Esmée Denters
- Guillaume Devos
- Anna Grace
- Guustje
- Kate Ryan
- Diggy Dex & Eva De Roovere
- Katerine
- Nicole & Hugo
- Get Ready
- Gene Thomas

### Aflevering 9 (Maaseik)
Optredens van:
- Natalia
- Milk Inc.
- Lasgo
- Sil (van Sylver)
- The Ditch
- The Sunsets
- Get Ready
- Jan Smit ft Damaru
- Tom Dice
- Mega Mindy
- Buurman
- Andrei

## Varia
- Een artiest kon maximaal driemaal uitgenodigd worden per seizoen.